# Tokutomi Sohō

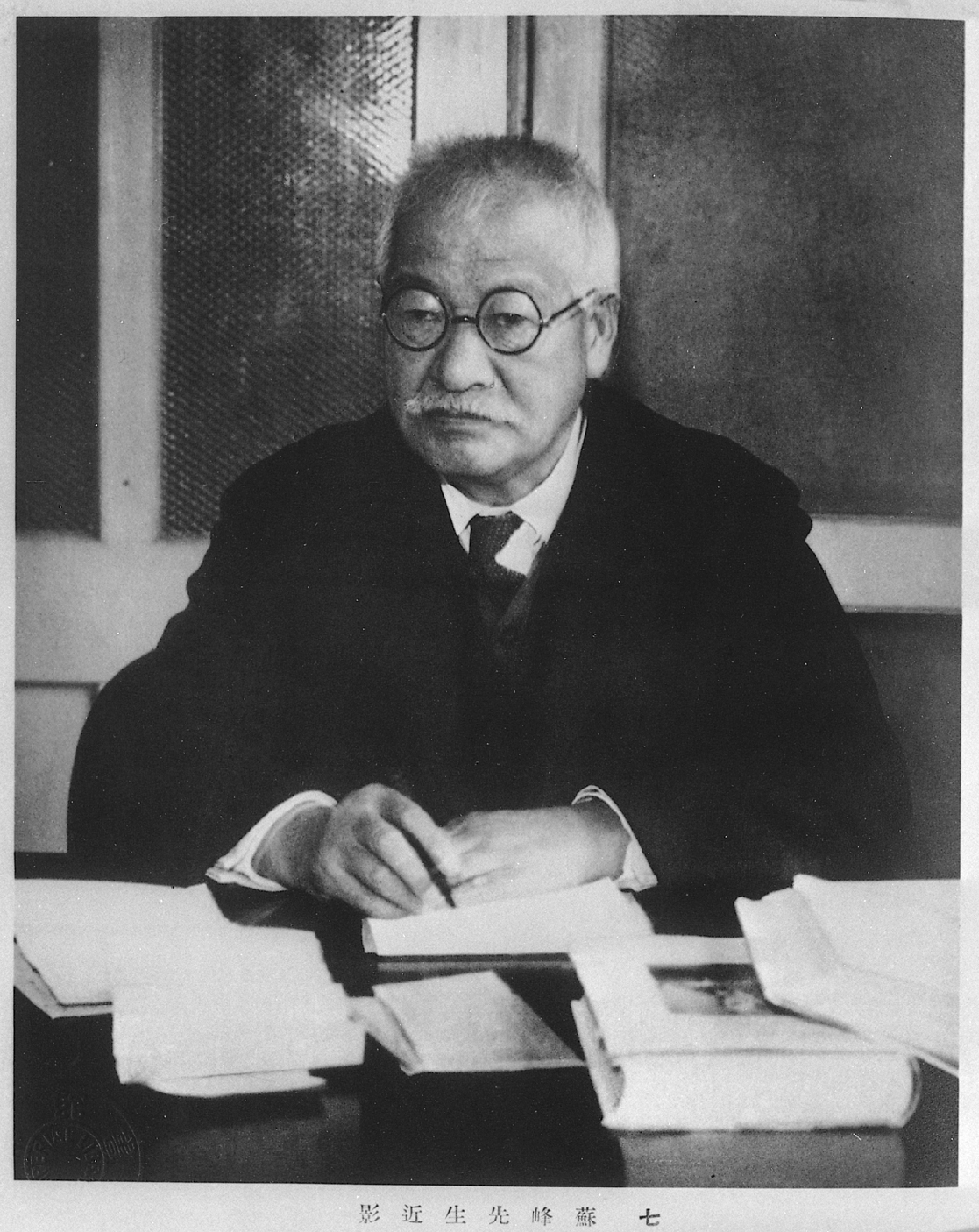
Tokutomi Sohō

Tokutomi Sohō (徳富 蘇峰?   14 de marzo de 1863—2 de noviembre de 1957) fue un importante periodista e historiador nacionalista japonés. Después de la derrota japonesa en la Segunda Guerra Mundial estuvo bajo arresto domiciliario, de diciembre de 1945 a agosto de 1947, por orden del Tribunal de Crímenes de Guerra de Tokio, pero no fue llevado a juicio a causa de su avanzada edad (82 años), aunque viviría hasta los 94 años. Su hermano menor fue el escritor Tokutomi Roka.

## Vida y pensamiento
En principio defendió el reformismo democrático como alternativa para Japón, pero progresivamente fue distanciándose de él. En 1886 publicó un libro titulado El Japón del futuro, que fue un éxito de ventas, en el que alertaba sobre el peligro que representaba el imperialismo occidental para la supervivencia del Japón—«Esas razas de ojos azules y barbas rojas invadirán nuestro país como una ola gigantesca, y expulsarán a nuestro pueblo en medio del mar»— y para el resto países asiáticos.

Los países europeos se alzan en la mismísima cúspide de la violencia y se degradan a sí mismos con la fuerza. India, ¡ay!, ha sido destruida. Birmania será la siguiente. El resto de países serán independientes sólo de nombre. ¿Cuáles son las perspectivas para Persia? ¿Para China? ¿Para Corea?

Al año siguiente escribió que «el espíritu de la organización militar [de las potencias europeas] no se limitaba tan sólo a las Fuerzas Armadas», sino que su influencia «se extendía a todos los rincones de la sociedad». La victoria de 1895 sobre China en la primera guerra sino-japonesa fue saludada por Tokutomi como el inicio de una «nueva época en la historia japonesa», ya que hasta entonces los hombres blancos habían considerado a los japoneses como «algo parecido a los monos», pero «ahora ya no nos avergonzamos de presentarnos al mundo como japoneses». «Antes no sabíamos quiénes éramos, y el mundo todavía no nos conocía. Pero ahora que hemos puesto a prueba nuestra fuerza, sí sabemos quiénes somos y el mundo nos conoce. Además, sabemos que el mundo nos conoce». Por eso denunció la hipocresía de las potencias occidentales cuando éstas reclamaron a Japón la devolución de algunos de los territorios chinos que había conquistado en la guerra.
Su rechazo de Occidente y del liberalismo democrático que emanaba de él se acentuó cuando Estados Unidos aprobó en 1913 una ley de inmigración —que se ampliaría en 1920— que discriminaba a los trabajadores japoneses, y asimismo denunció el trato degradante que se daba a los inmigrantes japoneses en aquel país. Por otro lado cuando en 1914 estalló la Primera Guerra Mundial la interpretó como un enfrentamiento entre las potencias imperialistas europeas por el dominio del mundo.
Adoptó el panasiatismo imperialista japonés que preconizaba Shumei Okawa, por lo que afirmaba que Japón tenía la misión de anticiparse a los imperialismos británico y estadounidense y ocupar Asia Oriental.
Su resentimiento contra Occidente se acentuó durante los años 1930. De nuevo denunció la hipocresía de las potencias occidentales, en este caso por las protestas por la ocupación japonesa de Manchuria de 1931 cuando ellas llevaban siglos haciendo lo mismo y exhortó a hacer frente a la «tiranía desbocada de las razas blancas»:

Hoy en día asistimos al dominio de las razas blancas. […] Piensan que el mundo es propiedad privada suya. Controlan las tierras de otros pueblos, se llevan sus recursos, los convierten en productos manufacturados que a continuación se envían de vuelta y se venden a elevados precios. […] 
La tiranía desbocada de las razas blancas existe porque no hay ningún otro pueblo poderoso que no sean ellas. Si pusiéramos fin a esa situación, podríamos realizar una contribución positiva a todo el género humano.

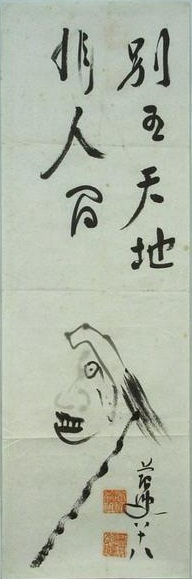
Autorretrato realizado a los 88 años de edad.

Fue así como acabó defendiendo el imperialismo japonés en Asia. En 1933 aplaudió el abandono de Japón de la Sociedad de Naciones —«eso demostrará a los europeos y a los estadounidenses que el mundo no es un lugar que ellos puedan monopolizar, y también les enseñará a los asiáticos que pueden liberarse de la dominación de los europeos y de los estadounidenses»—, en 1937 la invasión japonesa de China, supuestamente amenazada por el comunismo soviético, y finalmente el ataque a Pearl Harbor de diciembre de 1941. Así justificó en un artículo el ataque preventivo de un «Japón moral y magnánimo contra un Occidente inmoral»:

Japón no puede quedarse de brazos cruzados y resignarse a su destino de verse cercado, mientras le estrangulan hasta la muerte. Es totalmente pertinente que nosotros, como nación, actuemos libremente para poder sobrevivir.

Y el Imperio que Japón construyó en Asia oriental a continuación lo justificó así:

Debemos demostrarles a las razas de Asia oriental que el orden, la tranquilidad, la paz, la felicidad y la satisfacción de Asia oriental tan sólo pueden lograrse erradicando el maligno precedente de la invasión  y la extorsión de los anglosajones en Asia oriental.